# Gare de Cognac - Saint-Jacques
La gare de Cognac - Saint-Jacques, aussi appelée « gare de Saint-Jacques » était la deuxième gare de Cognac. Ouverte en 1896 et fermée en 1950, elle était située sur la ligne de Saint-Jean-d'Angély à Cognac qui était exploité par les CFD. 
La gare permettait la desserte du Nord-Ouest de Cognac et du quartier Saint-Jacques. La gare était à la fois ouverte au trafic voyageur et marchandise, trafic marchandise qui perdura néanmoins jusqu'en 1960.

## Situation ferroviaire
La gare de Cognac - Saint-Jacques est une gare située entre l'arrêt facultatif de Crouin et l'arrêt facultatif de Fontenille. Un cours embranchement rejoignant le Château de Cognac, un site de production de Cognac, se détachait au niveau de la gare de Saint-Jacques. La gare était située au point kilométrique 42.3 de la ligne (le PK 0 étant située à Saint-Jean-d'Angély).
La gare est située entre l'arrêt facultatif de Fontenille et l'arrêt facultatif de Crouin.

## Histoire

### Ouverture
Dès 1870, des premières études furent menées pour relier Cognac à Surgères en passant par Saint-Jean-d'Angély. La ligne, initialement prévue à voie normale fut finalement construite à voie métrique, son exploitation fut confiée aux CFD de Charente. La compagnie érigea dès l'ouverture de la ligne une seconde gare à Cognac au niveau du quartier Saint-Jacques pour faciliter les déplacements. La gare a été pendant toute la durée de l'exploitation de la ligne, l'une des plus fréquentées de la ligne. 

### Fermeture
La gare ferme au trafic voyageur le 31 décembre 1950 lors de la fermeture définitive de la ligne à tout trafic. Elle continue néanmoins de voir quelques trains fret jusqu'en 1960.

## Service des voyageurs

### Accueil
La gare disposait d'un bâtiment voyageur composé d'un corps de bâtiment principal de 3 portes et de deux ailes, de part et d'autre de ce bâtiment principal, composées de 2 portes chacune. Il s'agissait donc de la plus grande gare de la ligne en termes de superficie (la gare de Matha, construite selon le même type architecturale ne comportait qu'une porte sur ses deux ailes soit 5 portes en tout donnant sur les quais contre 7 pour la gare de Saint-Jacques). La gare possédait en outre, une annexe marchandise et un petit dépôt de deux voies dont une couverte. 
La gare disposait de personnel, permettant l'achat de billets, la prise en charge des bagages ainsi que du personnel dédié aux marchandises.

### Desserte
La gare était desservie par les trains effectuant des missions entre Cognac et Saint-Jean-d'Angély. La gare était aussi une gare marchandise qui accueillait donc des trains, notamment des trains de sable et viticoles. 

## État actuel
Il ne reste aujourd'hui plus que l'annexe marchandise de la gare, visible depuis la route et qui est désormais utilisée par les collectivités locales. Le bâtiment voyageur fut détruit en 1980 lors de la construction du contournement de Cognac par la D 731. La gare se trouvait en effet sur le tracé de la nouvelle route. Seule l'annexe ne se trouvait pas sur le tracé et a donc été conservée. 
Un arrêt de bus dénommé "Saint-Jacques" et desservie par la ligne B du réseau de Cognac se trouve en bas de le rue Lucien Vallina qui montait jusqu'à la gare Saint-Jacques. Cet arrêt est desservi par 9 A/R quotidien du lundi au vendredi (8 A/R les samedis). 